# 霍利克山脈
霍利克山脈（英語：Horlick Mountains）是南極洲的山脈，屬於橫貫南極山脈的一部分，面積30,300平方公里，最高點海拔高度3,940米，該山脈在1934年11月22日由美國探險家發現。
85°23′S 121°00′W / 85.383°S 121.000°W